# 佐藤信長 (俳優)
佐藤 信長（さとう のぶなが、1995年3月30日 - ）は、日本の俳優。宮崎県出身。みやざき大使。

## 来歴
宮崎市立生目台西小学校、宮崎市立生目台中学校、日向学院高等学校卒業。
2015年、大学在学中に友人に勧められ、ジュノン・スーパーボーイ・コンテストに応募するもファイナリストを目前に落選。その後、養成所を経てスペースクラフト・エージェンシーに所属。
2016年、舞台『露出狂』で俳優デビュー。
2019年、TFGのメンバーとしてCDデビュー。アーティスト活動を開始。
2020年、ミュージカル『DREAM!ing』で望月悠馬役として舞台初主演を果たす。
2021年、源清麿役としてミュージカル『刀剣乱舞』での出演を果たす。
2022年2月28日をもってスペースクラフト・エージェンシーを退社。フリーとして活動。
2023年、舞台『ブルーロック』で蜂楽廻役として出演。
2023年7月28日、宮崎県の魅力をPRする「みやざき大使」に就任。

## 人物
趣味・特技はバレーボール、車、バイク 、サウナ、リコーダー。バレーボールでは、中学時代に宮崎県選抜に選出されている。ミュージカル『DREAM!ing』の劇中でリコーダーソロを披露し、耳コピーで楽曲を演奏できる腕前になった。
友人である俳優・松島勇之介のバースデーイベントに出演した際に影の努力家と称された。
愛車は「DUCATI Panigale V4 S」「HONDA monkey 125」を所持。
ツーリング動画は自身がYouTubeにて開設したモトブログ - Nobunaga_MotoVlogに掲載。現在、「佐藤信長チャンネル」に改名し、バイク関連のほか、旅行映像やゲーム配信（グランツーリスモ7中心）など多岐に渡るジャンルの動画を投稿。
宮崎放送アナウンサーの藤島由芽は中学時代の同級生。
無印良品ファン。いわゆるムジラー。
2024年12月10日に日本武道館で行われた 演劇ドラフトグランプリ THE FINALにて「日本武道館のど真ん中で卵焼きを作る」という経験を持つ世界にたった一人の男になった。
ハワイでのカレンダー撮影時に実際に操縦桿を握り、軽飛行機（セスナ）を飛ばした。飛行機を操れる俳優となった。

## 出演

### 舞台
2016年
- パルコ・プロデュース2016『露出狂』（2016年9月30日 - 10月10日、Zeppブルーシアター六本木） - チーム狂・比留/チーム出・氏川[15]

2017年
- MONTAGE（2017年4月24日 - 30日 5月23 - 28日、浅草六区ゆめまち劇場）

2018年
- 演劇企画ユニット 劇団山本屋 Classic theater Vol.0 『かもめ』（2018年3月15日 - 18日、VACANT）- メドヴェジェンコ 役[16]
- 舞台『クレスト☆シザーズ』（2018年3月15日 - 18日、VACANT） - 中島基 役[17]
- 舞台『男子はつらくないよ？』（2018年5月10日 - 19日、サンシャイン劇場 ほか） - ノブ 役[18]
- ハイパープロジェクション演劇『ハイキュー!!』"最強の場所"（2018年10月20日 - 12月16日、TOKYO DOME CITY HALL ほか） - 白布賢二郎 役[19]

2019年
- 舞台『レイルウェイ』（2019年2月22日 - 3月2日、全労済ホール／スペース・ゼロ） - 滑川達也 役[20]
- 朗読劇『Wizards witchery』（2019年3月16日 - 17日、ニッショーホール） - ノイン・立花 役
- 劇団SUTTHINEE 第2回公演『カエデソウ』（2019年4月3日 - 7日、バルスタジオ） - 曾根泰介 役[21]
- ハイパープロジェクション演劇『ハイキュー!!』"飛翔"（2019年11月1日 - 12月15日、TOKYO DOME CITY HALL ほか） - 白布賢二郎 役[22]
- 舞台『宇宙戦艦ティラミスⅡ』 〜蟹・自分でむけますか 〜（2019年12月27日 - 2020年1月19日、品川プリンスホテル クラブeX ほか） - ロメオ・アルファ 役[23] ※急病のため、一部公演を休演[24]。

2020年
- 音楽劇『黒と白 -purgatorium-』（2020年2月19日 - 23日、日本青年館ホール）- 純潔・サリエル 役[25]
- 舞台『Shock in Room!-快晴学園職員室-』（2020年4月1日 - 5日、CBGKシブゲキ!! ※全公演中止）
- 舞台『インディゴの夜』（2020年5月9日 - 17日、シアターサンモール ※全公演中止）- TKO 役[26]
- 舞台『レイルウェイ』 〜Take Off 〜（2020年6月、草月ホール ※全公演中止） - 滑川達也 役[27]
- 舞台『バクステ！3rd stage.』（2020年7月29日 - 8月10日、赤坂RED/THEATER）- 阿久津善通 役[28]
- イケメン戦国 THE STAGE〜明智光秀編〜（2020年9月4日 - 9月9日、EX THEATER ROPPONGI） -  徳川家康 役[29]
- ミュージカル『DREAM!ing』（2020年12月24日 - 27日、IMPホール / 2021年1月8日 - 17日、大手町三井ホール） - 主演・望月悠馬 役[30]

2021年
- ミュージカル『刀剣乱舞』―東京心覚―（2021年3月7日 - 5月23日、日本青年館ホール ほか） - 源清麿 役[31]

2022年
- 舞台『フランケンシュタイン-cry for the moon-』（2022年1月7日 - 16日、紀伊國屋サザンシアター TAKASHIMAYA / 2022年1月20日 - 23日、COOL JAPAN PARK OSAKA TTホール） - ウィル / 他 役[32]
- ミュージカル『刀剣乱舞』 〜真剣乱舞祭2022 〜（2022年5月8日 - 6月26日、国立代々木競技場第一体育館 ほか） - 源清麿 役[33]
- ミュージカル『DREAM!ing〜Rainy Days〜』（2022年7月8日 - 18日、品川プリンスホテル ステラボール） - 望月悠馬 役[34]
- 舞台『宇宙戦艦ティラミス 〜銀河列車で遊郭行きてぇなぁ編 〜』（2022年10月7日 - 16日、全労済ホール／スペース・ゼロ） - ロメオ・アルファ 役[35]
- 舞台『ジパング！』（2022年11月16日 - 20日、草月ホール） - 主演・阿図 役[36]
- WBB vol.21『いえないアメイジングファミリー』（2022年12月21日 - 24日、俳優座劇場） - 主演・晴海 役[37]
  - WBB vol.21『いえないアメイジングファミリー』 〜聖なる夜のアメイジング朗読劇 〜（2022年12月25日、俳優座劇場）[38]

2023年
- 舞台『ブルーロック』（2023年5月4日 - 7日、サンケイホールブリーゼ / 5月11日 - 14日、サンシャイン劇場） - 蜂楽廻 役[39]
- 悪童会議 旗揚げ公演『いとしの儚』（2023年7月6日 - 7月17日、品川プリンスホテル ステラボール） - 三木松 役[40][41]
- ミュージカル『刀剣乱舞』 ㊇ 乱舞野外祭（2023年9月17日 - 9月24日、富士急ハイランド・コニファーフォレスト） - 源清麿 役[42]
- リーディングシアター『アドレナリンの夜』（2023年10月2日、東京建物 Brillia HALL）[43][44]
- ミュージカル『東京リベンジャーズ』（2023年11月24日 - 26日、天王洲 銀河劇場 / 12月1日 - 3日、メルパルクホール大阪） - 橘直人 役[45]
- 朗読劇「世界から猫が消えたなら」（2023年12月16日、 こくみん共済 coop ホール（全労済ホール）／スペース・ゼロ）- 主演・僕 役[46]

2024年
- 舞台『ブルーロック』2nd STAGE（2024年1月18日 - 21日、京都劇場 / 1月25日 - 31日、ヒューリックホール東京） - 蜂楽廻 役[47]
- ミュージカル『DREAM!ing ～FUN!:C’est la vie～ 』（2024年3月23日 - 30日、品川プリンスホテル ステラボール） - 望月悠馬 役[48]
- Stage Reading『A Bright New Boise』（2024年5月10日 - 19日、KAAT神奈川芸術劇場 大スタジオ） - アレックス 役[49]
- 舞台『ブルーロック』3rd STAGE（2024年8月9日 - 12日、東大阪市文化創造館 Dream House 大ホール / 8月17日 - 25日、シアターH） - 蜂楽廻 役[50]
- ミュージカル『刀剣乱舞』 祝玖寿 乱舞音曲祭（2024年10月5日 - 6日、サンドーム福井 / 10月12日 - 13日、真駒内セキスイハイムアイスアリーナ / 10月19日 - 20日、広島グリーンアリーナ / 10月23日 - 24日、大阪城ホール / 11月2日 - 3日、Aichi Sky Expo（愛知県国際展示場）ホールA / 11 月9日 - 10日、マリンメッセ福岡A館 / 11月15日 - 16日、幕張メッセ国際展示場9･10･11ホール / 11月20日、セキスイハイムスーパーアリーナ（グランディ・21）/ 11月27日 - 12月1日、Kアリーナ横浜）- 源清麿 役[51]
- 演劇ドラフトグランプリ THE FINAL（2024年12月10日、日本武道館）[52]

2025年
- マーダーミステリーShowcase〜5人の証言〜（2025年1月17日 - 19日、全電通労働会館）[53]
- ミュージカル『東京リベンジャーズ』#2 Bloody Halloween（2025年3月28日 - 4月6日、天王洲 銀河劇場 / 4月11日 - 13日、京都劇場） - 橘直人 役[54]
  - ミュージカル『東京リベンジャーズ』ライブ『リベミュ祭』（2025年10月31日 - 11月3日〈予定〉、日本青年館ホール / 11月8日・9日〈予定〉、森ノ宮ピロティホール）[55]
- 舞台『ブルーロック』4th STAGE（2025年5月15日 - 25日、THEATER MILANO-Za / 5月30日 - 6月1日、東大阪市文化創造館 Dream House 大ホール） - 蜂楽廻 役[56]
- ミュージカル『刀剣乱舞』 目出度歌誉花舞 十周年祝賀祭（2025年7月29日 - 30日、東京ドーム）- 源清麿 役[57]
- コブクロ JUKE BOX reading musical“FAMILY” vol.2（2025年8月4日、紀伊國屋サザンシアター TAKASHIMAYA）[58]
- 舞台『エグ女2025』（2025年10月3日 - 5日〈予定〉、日本青年館ホール）[59]
- 舞台『ブルーロック -EPISODE 凪-』（2025年11月20日 - 30日〈予定〉、東京ドームシティ シアターGロッソ）  - 蜂楽廻 役[60]

### インターネット配信
2017年
- 石井祐輝チャンネル（2017年5月16日、AMESTAGE） - ゲスト出演

2018年
- 第27回「遊馬晃祐 ch」ゲスト辻凌志朗＆佐藤信長 〜クリスマスだよ！男3人でパーティーSP♪ 〜（2018年12月25日、ニコニコ生放送） - ゲスト出演[61]

2019年
- 第29回「遊馬晃祐ch」ゲスト佐藤信長 〜舞台「レイルウェイ」､2/22の開幕まで待ちきれないよ！SP 〜（2019年2月6日、ニコニコ生放送） - ゲスト出演[62]

2020年
- 『DREAM!ing』公式生放送「ドリ生！」＃11（2020年3月30日、ニコニコ生放送） - ゲスト出演[63]
- 【ゾッとする話】部屋の穴を覗くと（2020年7月8日、YouTube）[64]
- 短編ドラマ企画『F列23番の男』（2020年8月14日、YouTube他） - 1話出演[65]
- 「遊馬晃祐ch」ゲスト佐藤信長 〜"Dミュ"ミュージカル「DREAM!ing」楽しみだね！SP 〜（2020年11月26日、ニコニコ生放送） - ゲスト出演[66]

2021年
- 新春！配信で繋がる感謝祭〜あれこれ話しちゃお 〜（2021年1月11日、Bitfan）[67]
- 佐藤信長 26th birthday online party!!（2021年3月28日、Bitfan）
- 橋本祥平＆川隅美慎 HEY-B TALK! #51（2021年5月28日、ニコニコ生放送） - ゲスト出演[68]
- 伊万里有の『いまりんキッチン』＃26（2021年6月27日、ニコニコ生放送） - ゲスト出演[69]
- ドリ生！出張版！ 〜ドリミもDミュも語りつくせ！ 〜（2021年8月9日、360Channel）[70]
- 小西成弥の部屋（2021年10月22日、Fanicon） - ゲスト出演[71][72][73]
- 佐藤信長の「旅する信長」（2021年11月1日 - 現在配信中、OPENREC.tv） - 番組パーソナリティ[74]

2022年
- 旅する信長 沖縄編 DVD発売イベント（2022年5月28日）[75]
- 「タイダン‼︎」2.5次元俳優対談番組（2022年6月1日・8日、YouTube） - 山田ジェームス武[76][77][78]、松島勇之介[79][80]と対談
- Nobunaga Sato X'mas Event 2022（2022年12月25日、Vimeo）[81][82]

2023年
- 佐藤信長のみやざき旅（2023年6月30日 - 、YouTube）[83]
- YouTubeチャンネル「ぼくたちのあそびば」（2023年11月13〜2023年12月11日、YouTube）[84]
- 2.5’s GRAND PRIX 2023 - 俳優VSボートレーサー 冬の陣（2023年12月19日 - ABEMA TV）[85]

2024年
- ムーミンムーブ公式チャンネル（2024年3月1日・4日、YouTube）[86][87]

### イベント
2017年
- スペースクラフトMen's Crew!〜ホワイトデースペシャル〜（2017年3月20日、浅草六区ゆめまち劇場）[88]

2018年
- 「ジャンプフェスタ2019」ネルケプランニングブース トークステージ（2018年12月23日、幕張メッセ 国際展示場）[89]

2019年
- 〜space craft天窓Project 〜 fan meeting.「 0_1 」（2019年6月3日・7月22日・7月30日・8月26日・11月26日、恵比寿天窓.switch）
- DVD 舞台「レイルウェイ」発売記念イベント（2019年8月25日、東京総合美容専門学校 3階）[90]
- 菊池さんちの修司くん、24歳になったってよ!（2019年11月30日、ベルサール六本木） - ゲスト出演[91]

2020年
- 舞台『宇宙戦艦ティラミスⅡ』 〜蟹・自分でむけますか 〜 DVD発売記念イベント（2020年8月16日、ベルサール六本木）

2021年
- 佐藤信長 1st Fanmeeting（2021年6月5日、Hall Mixa）[92]
- 小西成弥 ファンミーティング No.3（2021年7月18日、東京総合美容専門学校 マルチホール） - ゲスト出演[93][94]
- 伊万里有ファンミーティング2021（2021年9月26日、神田明神ホール） - ゲスト出演[95]
- WaterRun Festival 〜イケメン祭り 2021〜（2021年11月14日、NEW PIER HALL）
- 映画『ガスマスクの伊藤さん』 〜伊藤レナの願い事 〜制作発表・完成披露試写会（2021年11月23日、ネイキッドロフト横浜）[96]
- 劇場版『人生いろいろ』完成披露試写会（2021年12月18日、シネ・リーブル池袋）[97]

2022年
- オダイバ!!超次元音楽祭－ヨコハマからハッピーバレンタインフェス2022－（2022年2月13日、ぴあアリーナMM） - ミュージカル『刀剣乱舞』刀剣男士[98]
- 佐藤信長27th Birthday Party!!（2022年3月21日、アゼリア大正ホール / 2022年3月30日、スペースYホール）[99]
- 武本悠佑24th Birthday Event（2022年5月29日、R'sアートコート） - オンラインゲスト出演[100][101]
- 【NBNG×Lui's】佐藤信長来店イベント（2022年7月23日、Lui's/EX/store TOKYO店/2022年7月30日、Lui's/EX/store なんばCITY店）[102]
- 佐藤信長 FAN MEETING vol.2（2022年8月27日、アゼリア大正ホール / 2022年9月3日、R'sアートコート）[103]
- 旅する信長 大分編 DVD発売イベント（2022年10月22日、品川シーズンテラスカンファレンスホール）[104]
- BIG LOVE FESTIVAL（2022年10月30日） - ゲスト出演[105]

2023年
- オダイバ!!超次元音楽祭－ヨコハマからハッピーバレンタインフェス2023－（2023年2月11日、ぴあアリーナMM） - ミュージカル『刀剣乱舞』刀剣男士[106]
- 『筋肉祭 27』（2023年2月25日、SUBIR AKASAKA TOKYO） - ゲスト出演[107]
- Nobunaga Sato 28th Birthday Event（2023年3月26日、アゼリア大正ホール / 2023年3月30日、SUBIR AKASAKA TOKYO）[108]
- 「佐藤信長カレンダー2023-2024」カレンダーサイン会イベント（2023年4月2日、SUBIR AKASAKA TOKYO）[109]
- DUCATI Brand Night in KYOTO（2023年5月17日、東福寺）[110]。
- 旅する信長 北海道編 DVD発売イベント（2023年5月27日、TUNNEL TOKYO）[111]
- PAL CLOSET Exhibition トークショー（2023年8月5日、渋谷ストリームホール） - ゲスト出演[112][113]
- 鈴鹿8時間耐久ロードレース2023 ENERGICA presents 8耐LIVE STUDIO（2023年8月5日 - 6日、鈴鹿サーキット） - 公式YouTube配信出演[114]
- TAKEI HIROKAZU PHOTO EXHIBITION-素顔の結晶- （2023年8月22日 - 2023年9月11日、西武渋谷店）- モデル[115]
- Nobunaga Sato FAN MEETING vol.3（2023年10月1日、アゼリア大正ホール(大阪府)/2023年10月21日、浜離宮朝日ホール(東京都)/2023年11月4日、宮交シティ紫陽花ホール(宮崎県)）[116]
- 小西成弥 Birthday Event!! 2023（2023年10月7日、浜離宮朝日ホール (東京都)）- ゲスト出演[117]
- バースデーイベント「菊池さんちの修司くん、28歳になったってよ!～さすがにね?さすがに集まろっか2023～」（2023年11月12日、Hall Mixa）- ゲスト出演[118]
- 旅する信長 山梨清里編 DVD発売イベント（2023年12月9日、TUNNEL TOKYO）[119]
- 舞台『ブルーロック』Blu-ray 購入者限定キャストミニイベント（2023年12月23日、Mixalive TOKYO（Theater Mixa））- 第2部登壇[120]
- Nobunaga Sato X'mas Event 2023（2023年12月25日、EBISU SHOW ROOM）[121]

2024年
- 大平峻也 30th Birthday Event（2024年2月11日、グレースバリ銀座 ）- 第1部ゲスト出演[122]
- RAITA DARAKE #003 times 10（2024年2月18日、ダンスホール新世紀）- NIGHTゲスト出演[123]
- Nobunaga Sato 29th Birthday Event（2024年3月31日、のぶながホール/2024年4月14日、 MARRYGRANT AKASAKA Sea Blue）[124]
- 『佐藤信長カレンダー2024-2025』カレンダーサイン会（2024年4月13日、ORTIGA）[125]

2025年
- 『佐藤信長カレンダー2025-2026』カレンダーサイン会（2025年3月16日、渋谷フォトスタジオ）[126]
- 『Nobunaga Sato 30th Birthday Event』（2025年4月19日、のぶながホール/2025年5月4日、 雷5656会館 ときわホール5F）[127]
- ミュージカル『DREAM!ing〜After Party〜』（2025年8月9日、ニッショーホール）[128]
- ACTORS☆LEAGUE in Futsal 2025（2025年10月7日〈予定〉、東京体育館 メインアリーナ）[129]

### テレビ
- 高校講座 物理基礎（2017年4月12日 - 、NHK Eテレ） - レギュラー出演[130]
- ABB FIA フォーミュラE世界選手権（BSフジ） - 番組ナビゲーター
  - シーズン7（2021年6月26日 - 8月28日）[131]
  - シーズン8（2022年2月12日 - 8月28日）[132]
  - シーズン9（2023年1月21日 - 8月13日）[133]
  - シーズン10（2024年1月13日 - 放送中)[134]
- 火曜ゴールデン よかばん!!（テレビ宮崎）- ゲスト出演
  - 思い出の地を巡る（2021年7月13日）[135]
  - はじめてのサシ飲み（2021年7月20日）[136]
  - 会える！ノブナガ！（2022年3月15日）[137]
  - 佐藤信長の県下統一（2022年3月29日、テレビ宮崎） [138]
- カンニング竹山のイチバン研究所（2021年8月14日、TOKYO MX） - ゲスト出演[139]
- 秘密のケンミンSHOW 極（2021年12月2日、日本テレビ）[140]
- 2022年 寅年だよ！ あけまして生放送SP（2022年1月1日、宮崎放送）[141]
- Check！（宮崎放送）- ゲスト出演
  - 2022年3月7日[142]
  - 2022年9月2日 [143][144]
- 佐藤信長の「旅する信長」（2022年3月25日 - 4月15日、 テレビ神奈川）[145]
- Mama talk TVママテレ（2022年4月2日、テレビ宮崎） - ゲスト出演
- みやざきゲンキTV（2023年2月12日、宮崎放送） - ゲスト出演
- 信長のスマホ（2023年2月7日 - 2月17日、日本放送協会） - 織田信長（体）役[146]
- #Link（2023年4月3日 - 、テレビ宮崎） - レギュラーコメンテーター
- 4時どき！（2024年4月1日 - 、テレビ宮崎） - レギュラーコメンテーター

### ラジオ
- TOKYO add9（渋谷クロスFM）
  - 2017年4月18日 - ゲスト出演[147]
  - 2019年7月30日 - ゲスト出演
- みつくんの新鮮アーティスト！生搾り！（2020年9月30日、渋谷クロスFM） - ゲスト出演[148]
- 橋口洋平（wacci）のドア開けてます！（2021年2月22日、YOKOHAMA RADIO） - ゲスト出演[149]
- GO!GO!ワイド(MRTラジオ）- ゲスト出演
  - 2021年5月26日[150]
  - 2022年8月31日[151]
- 超☆ドッキングラジオ（2021年10月30日、MRTラジオ） - ゲスト出演[152]
- 刀剣乱舞2.5ラジオ（2022年2月、ニッポン放送）[153][154]
- スイッチ♪音Time（2022年3月8日、MRTラジオ） - ゲスト出演[155]
- 佐藤信長の沼にハマって抜け出せない!!（2022年4月2日 - 2023年9月30日 、MRTラジオ） - 番組パーソナリティ[156]
- 由宇月と一緒に行ってみんよう♪（2022年3月30日[157]・4月6日[158]、MRTラジオ） - ゲスト出演
- 土屋有だけどなんか質問ある？（2022年9月10日、MRTラジオ） - ゲスト出演[159]
- 綾野さつきの今夜もさつき晴れ（2022年9月17日、MRTラジオ） - ゲスト出演

### 映画
- 聖の青春（2016年11月19日、KADOKAWA）
- 映画『ガスマスクの伊藤さん』 〜伊藤レナの願い事 〜（2021年）[160]
- 劇場版 『人生いろいろ』（2022年）[161]

### CM
- 日本郵政 『はじめてのお給料編』（2018年）[3]
- 花王 サクセス「髪の将来設計編」（2018年）
- モンテール ウェブ動画『モンテールの歌〜feat.シュークリーム先輩〜』（2017年） - タノシ[162]
- 株式会社デンサン
  - 55周年記念CM 「55周年の感謝」、「デンサンの健康経営」（2021年）[163]
  - 「DXお品書き編」（2022年）[164]
- JA宮崎経済連「みやざきの花プロモーション」（2021年）[165]
- 万代ホーム「佐藤信長、万代ホームに出会う」（2024年）[166]
- 宮崎空港振興協議会 国際線SNS広告イメージモデル（2024年）[167]

### ミュージックビデオ
- miwa『Princess』（2016年）
- diue 『Primary Code』（2017年）

## 書籍

### 写真集
- ‘CHILDHOOD’ by Nobunaga Sato×Lui's（期間限定販売）[168][169]

### カレンダー
- 佐藤信長カレンダー2022（2021年10月9日発売、ハゴロモ、撮影：牛島康介）
- 佐藤信長カレンダー2023 - 2024（2023年2月25日発売）[170]
- オートバイ男子部2.5公式 佐藤信長 2023年4月始まりカレンダー（期間限定販売）[171]

### 雑誌連載
- 月刊『オートバイ』（モーターマガジン社）
  - オートバイ男子部2.5（2022年12月号 - 2023年9月号）[172]
  - オートバイ男士部（2023年10月号 - ）[173]

## その他
- NBNG×Lui's（2021年、2022、2024年）- コラボアパレル監修[174][175]